# 多莫戈爾德-切爾納鄉國家公園
45°05′35″N 22°37′26″E / 45.093°N 22.624°E

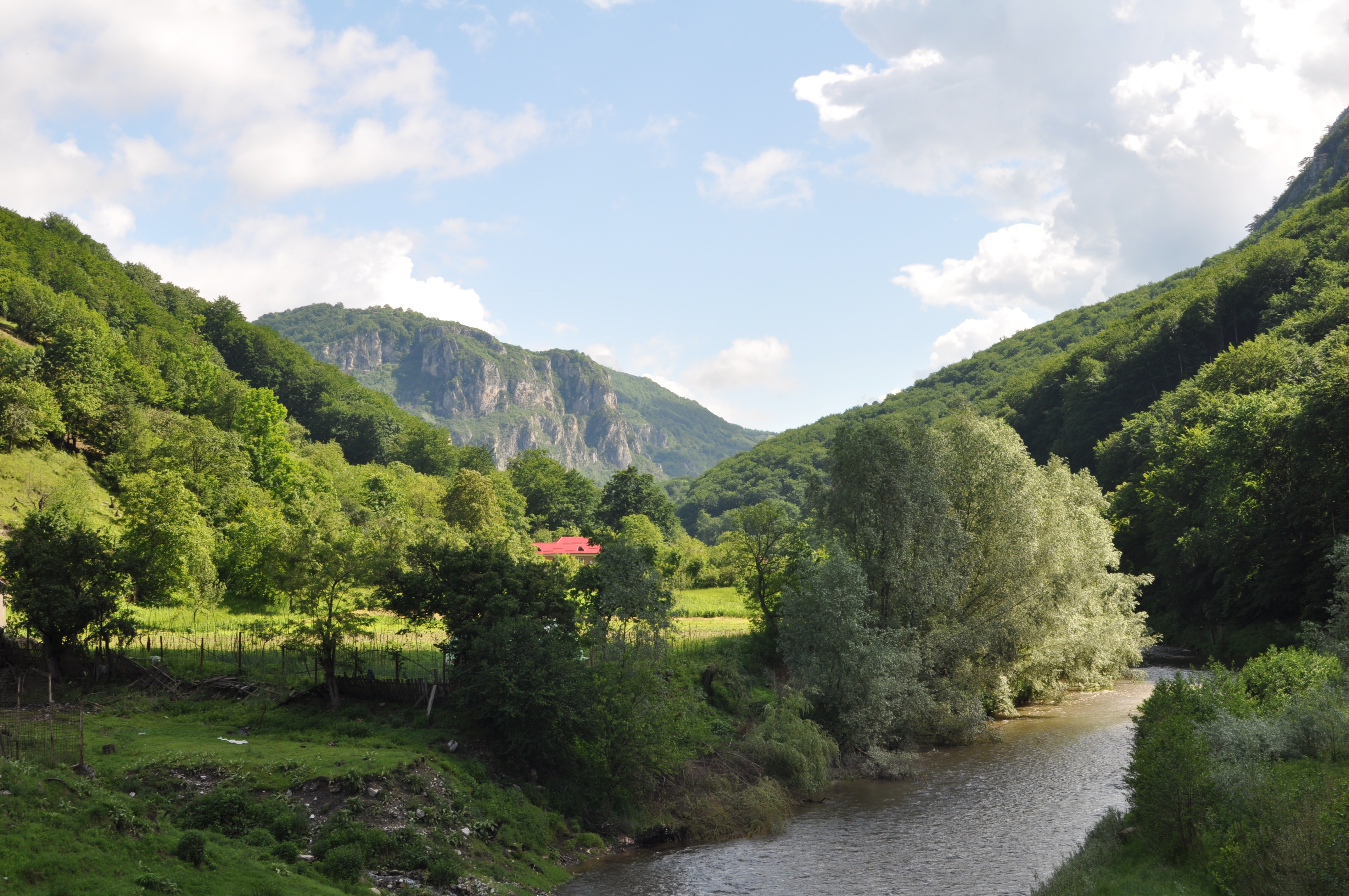

多莫戈爾德-切爾納鄉國家公園（羅馬尼亞語：Parcul Naţional Domogled-Valea Cernei）是羅馬尼亞的國家公園，位於該國西南部，橫跨卡拉什-塞維林縣、戈爾日縣和梅赫丁茨縣，成立於1990年，面積612平方公里。